# Rolls-Royce Corniche
La Corniche è un'autovettura prodotta dalla Rolls-Royce Motors tra il 1971 ed il 2002 in varie serie.

## La Corniche I
Nel 1971 la carrozzeria Mulliner Park Ward, partner ufficiale di Rolls-Royce, presentò una versione coupé della berlina Silver Shadow I. 
Rispetto al modello d'origine, di cui conservava la meccanica ed il pianale, la nuova nata presentava una linea completamente ridisegnata, ma che riprendeva, soprattutto nel frontale, i concetti stilistici espressi dalle berline. Decisamente diversi invece l'andamento delle fiancate e della coda, nonché il padiglione, ribassato rispetto alle berline. Unico lamierato in comune tra le Silver Shadow e le Corniche, il cofano motore in alluminio.
La Corniche, anche se con altro nome (Silver Shadow Coupé, o Drop-head Coupé), era comunque già sul mercato dal 1967: la nuova denominazione aveva lo scopo di demarcare maggiormente la differenza tra la gamma Silver Shadow a 4 portiere (passo corto o lungo, con o senza divisorio), e la sua versione sportiva. In occasione di questo cambio di denominazione, le due versioni sportive ricevettero anche alcune migliorie meccaniche (motore leggermente potenziato, + 10 cv), e di allestimento: altri dettagli che sottolineavano ulteriormente la maggiore esclusività di queste due vetture rispetto alle berline a 4 porte.
Inserita nel listino ufficiale Rolls-Royce col nome di Corniche FHC (fixed head coupé) e assemblata dalla Mulliner Park Ward, la nuova coupé venne subito affiancata dalla versione cabriolet a 4 posti, denominata Corniche DHC (drop-head coupé).
Queste versioni a due porte chiuse ed aperte, andarono a rimpiazzare nel listino della casa di Crewe le precedenti coupé e cabriolet comunemente note al pubblico come Chinese Eyes (per via dei caratteristici fari anteriori tondi, inseriti in un alloggiamento "a mandorla"), basate sul telaio della Silver Cloud 3ª serie. Unica parte meccanica in comune, il motore 8V di 6230 cm³, poi passato nel 1969, sia sulle berline che sulle versioni a due porte, ad una cilindrata di 6750 cm³.

## Corniche II
Nel 1977, in occasione del lancio della Silver Shadow II, nacque, grazie alle stesse modifiche apportate alla berlina, la nuova Corniche  che diventerà "II" solo nel 1988. 
La seconda serie delle Corniche venne prodotta fino al 1989. Notare che la produzione della versione chiusa Fixed Head Coupé viene interrotta nel corso del 1981, in coincidenza con la fine della produzione delle berline Silver Shadow/Silver Wraith, sostituite dalle Silver Spirit/Silver Spur. Resta pertanto in produzione la sola versione Drop Head Coupé, affiancata dalla coupé Camargue a due porte, immessa sul mercato a partire dal 1975 e caratterizzata da una linea spigolosa dovuta alla carrozzeria Pininfarina.
In totale, delle prime due serie di Corniche, sono stati prodotti 4.347 unità (di cui 1.108 Two Doors e 3.239 Convertible).

## Corniche III
L'avvicendamento nel listino Rolls Royce tra Silver Shadow e Silver Spirit interessò solo marginalmente la Corniche, che, nel 1989, venne solamente ritoccata negli interni e nell'alimentazione (ora a iniezione elettronica anche per le versioni europee).
La produzione di Corniche III ammonta a 1678 unità.

## Corniche IV
Nel 1992 alcuni ritocchi alla carrozzeria (paraurti parzialmente verniciati, cofano del bagagliaio modificato nella zona della targa), agli interni (allestimenti, consolle centrale) e alla meccanica (l'impianto frenante antibloccaggio ABS divenne di serie) diedero vita alla quarta serie della Corniche.
Nel 1993, in occasione del trasferimento della produzione dalla Mulliner Park Ward (chiusa) agli impianti di Crewe, vennero introdotti gli airbag (guidatore e passeggero) ed il lunotto in vetro (prima era in plexiglas).
La Corniche IV uscì di produzione nel 1996, ponendo fine alla sopravvivenza dell'ultima costola di Silver Shadow (una vettura nata 30 anni prima).
In tutto sono state prodotte 463 Corniche IV.

## Corniche V

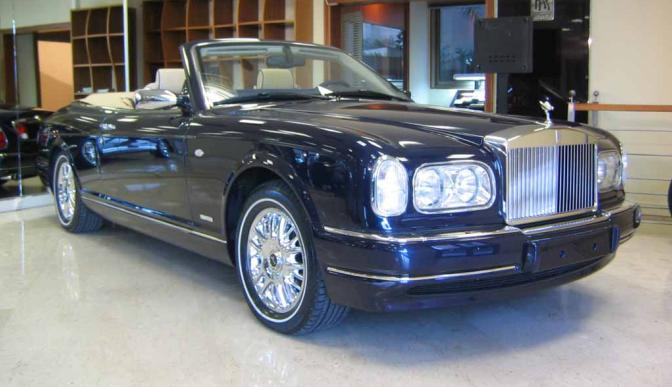
Una Corniche V

Nel 2000 fu presentata una nuova generazione, la Corniche V. Sebbene stilisticamente la cabriolet a 4 posti si rifacesse alla berlina Silver Seraph, dal punto di vista tecnico derivava dalla Bentley Azure.
La Corniche V è spinta da una versione sovralimentata con turbocompressore del classico V8 da 6750 cm³, con potenza di 325 cv.
La produzione cessò il 30 agosto 2002, dopo soli 374 esemplari. Fu l'ultima Rolls-Royce ad uscire dallo storico stabilimento di Crewe, lasciato alla Bentley a seguito dello smembramento del gruppo Rolls-Royce Motors tra BMW e Volkswagen.